# 下石原
下石原（しもいしわら）は、東京都調布市の町名。郵便番号は182-0034。
同じ調布市内の上石原とともに「石原」の読みは「いしはら」ではなく「いしわら」である。

## 地理
調布市の西部に位置する。
東側から時計回りに、調布市小島町、調布市多摩川、調布市上石原、調布市富士見町、に隣接する。

## 歴史
「石原」の地名は、かつてここが多摩川の河原で、石が多く転がっていたことに由来する。江戸時代には甲州街道に布田五宿が置かれ、国領宿・上布田宿・下布田宿・上石原宿・下石原宿の5つの宿場が設置された。その宿場町であった下石原の名がそのまま町名となったものである。

## 交通

### 鉄道

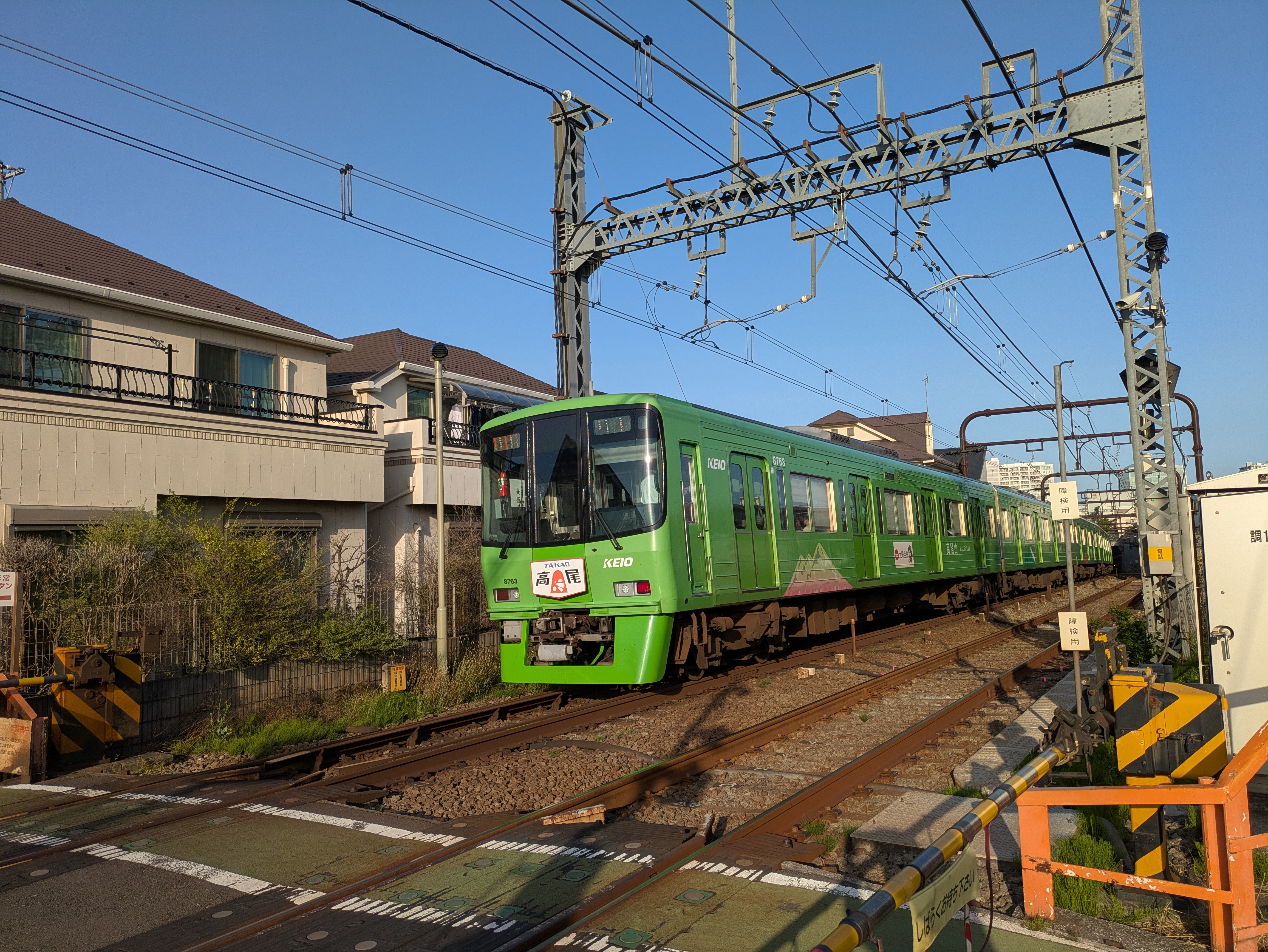
下石原付近の京王線は立体化せず地上を走る。

| 隣接する街区の駅                         |
| ---------------------------------------- |
| 京王線 - 調布駅(KO 18) - 西調布駅(KO 19) |

街区内に鉄道駅は設けられていない。

### バス
- 京王バス調布営業所・小田急バス狛江営業所・小田急バス武蔵境営業所・小田急バス吉祥寺営業所が一般路線バスを運行している。かつては神奈川中央交通が鶴川駅までのバスを運行していたが、2024年3月9日を持って路線が廃止となり撤退した。

京王バスが運行する系統のうち、調33系統（調布駅北口 - 多磨駅）は2025年4月現在1日1往復の運行となっている。かつては1時間に1 - 3本程度運行されていたが、2025年4月1日のダイヤ改正をもって大幅に減便された。なお同じく街区内を経由する武91系統（調布駅北口 - 武蔵小金井駅南口）は2025年4月現在も1時間に3 - 4本程度運行されている。
小田急バスが運行する系統は下石原一丁目交差点で武蔵境通り方面に向かう系統（吉06・鷹56・調31）と、旧甲州街道を直進する系統（境91）に分けられる。
街区内では吉06・鷹56・調31は調布消防署前バス停を、境91・武91・調33は火の見下バス停と下石原一丁目バス停を経由する。
- 調51系統（調布駅南口 - 車返団地折返場）は、かつては調50系統として是政駅まで運行されていたが短縮され、さらに府中市内の経路がちゅうバスと重複することから大幅減便された。
- 調布市ミニバス西路線（調布駅南口 - 飛田給駅南口） - 京王バス調布営業所が運行受託

### 道路

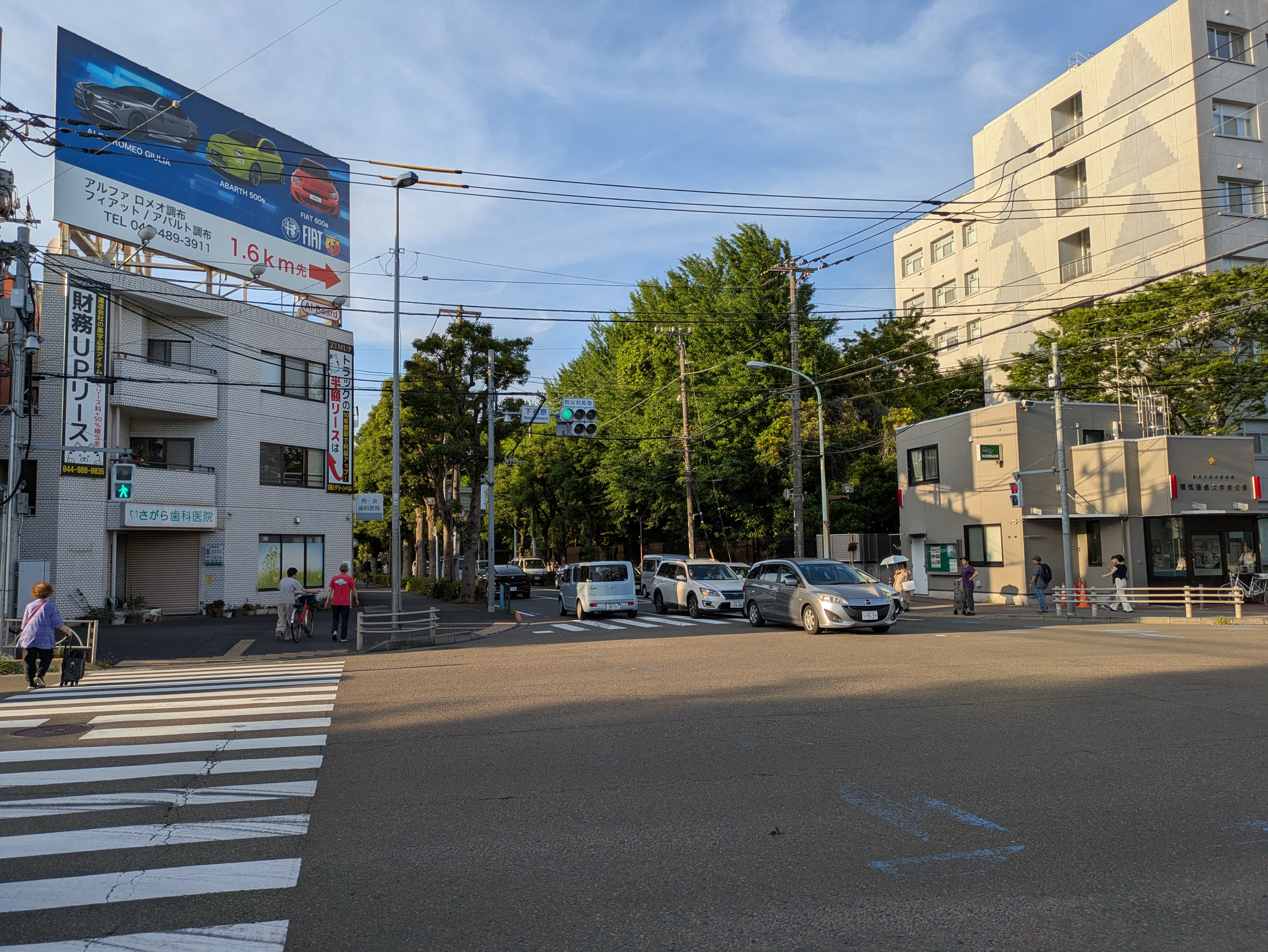
下石原交差点

- 甲州街道
- 旧甲州街道
- 品川通り
- 鶴川街道
- 東京都道12号調布田無線（武蔵境通り）

## 施設

### 下石原一丁目
- 源正寺
- 鬼太郎ひろば
- 調布消防署

### 下石原三丁目
- 上石原ノ若宮八幡神社
- 調布病院